# 尚月地
尚 月地（なお つきぢ、3月11日 - ）は、日本のイラストレーター、漫画家。女性。星座は魚座、A型。

## 人物概要
- 2002年に『Cobalt』の小説挿絵を担当する。
- 2008年9月にデビュー単行本『艶漢』発売。
- 現在は『ウィングス』『ＡＲＩＡ』などで活躍中。
- 主な使用画具
  - ドクターマーチン
  - 水彩絵の具
  - アクリル絵の具
  - mac
  - Adobe Photoshop
  - Painter

## 作品リスト

### 読み切り
- 鐘守り姫

### 単行本
- 艶漢（ウイングス・コミックス）既刊20巻
- 金色騎士（ウイングス・コミックス）
- 廃墟少女（KC・ARIA）
- 巨乳好きなのにBL界に転生しました （マガジンエッジKC）全5巻

### 小説挿絵
- ソード・ソウル（青木祐子・著、コバルト文庫）

1. 〜遥かな白い城の姫〜
2. 〜朝開く一輪の花〜
3. 〜黄金の扉〜
4. 〜夜明けに見た夢〜

- 大柳国華伝（芝原歌織・著、講談社X文庫ホワイトハート）

1. 紅牡丹は後宮に咲く
2. 百花の姫は恋を知る
3. 花の王は桃園に誓う
4. 暁の花は宮廷に舞う
5. 蕾の花嫁は愛を結ぶ
6. 比翼連理

### CDジャケット絵
- Natalie*1stアルバム『黒い森の少女』

### 画集
- 尚月地イラスト集 ノスタルヂア（新書館、2010年9月24日発売[2]）ISBN 978-4-403-65049-9
- 尚月地第二画集 極彩少年（新書館、2012年4月25日発売[3]）ISBN 978-4-403-65055-0
- 尚月地第三画集 少年艶舞（新書館、2016年3月25日発売[4]）ISBN 978-4-403-65074-1
- 艶漢ヴィジュアルブック（新書館、2017年12月14日発売[5]）ISBN 978-4-403-65080-2
- 尚月地画集 秘宝帖（新書館、2023年1月19日発売[6]）ISBN 978-4-403-65091-8

### イラスト
- 「四季（春）」（ガンガンONLINE2009年3月26日）